# Samuel Holdheim
Samuel Holdheim (Kempen, 1806 – Berlino, 22 agosto 1860) è stato un rabbino tedesco.
Insieme ad Abraham Geiger, fu il principale rabbino riformato, fautore della visione più radicale (a differenza di Geiger che aveva idee più moderate).
Holdheim era infatti per l'abolizione della circoncisione in linea con l'approccio riformato alle mitzvot. La circoncisione infatti è un precetto, non un requisito per l'entrata nel popolo ebraico.
Inoltre spostò i riti dello Shabbat alla domenica ed abolì il secondo giorno festivo, fatta eccezione per il capodanno (Rosh Hashana).